# Lasse Frykberg
Lars Frykberg, född 3 januari 1957, är en svensk tidigare längdskidåkare. Vinnare av Vasaloppet 1982 för IFK Mora. i en tävling där Jean-Paul Pierrat, Frankrike var snabbast i mål men diskvalificerades för otillåtet skidbyte.
Han var också totalsegrare i Worldloppet säsongerna 1981/1982 och 1982/1983.